# Szum (Opole)
Pour les articles homonymes, voir Szum.
Szum est une localité polonaise de la gmina de Wołczyn, située dans le powiat de Kluczbork en voïvodie d'Opole.

## Histoire
De 1742 à 1945, Schumm fait partie de l'arrondissement de Rosenberg-en-Haute-Silésie dans le district d'Oppeln au sein de la province de Silésie.